# Brandgranat

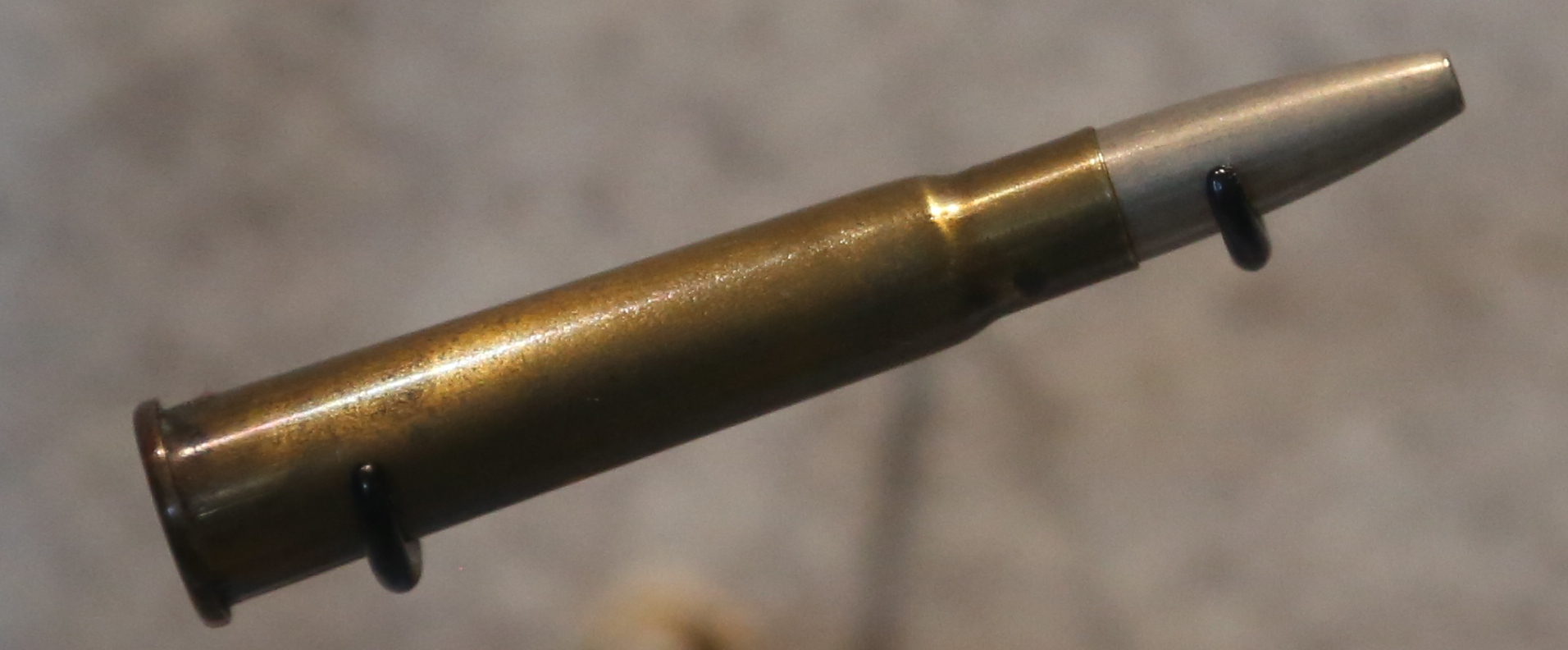
Brandgranat från första världskriget.

En brandgranat, kort brandgr, är en typ av granat eller projektil (då kallad brandprojektil, kort brandprj) med brandverkan, det vill säga att den är menad att skapa bränder. Termen brandgranat används oftast till ammunition för eldvapen, så kallad brandammunition, men kan även användas för att beskriva handgranater med brandverkan som till exempel molotovcocktailen.
Brandgranater är ihåliga och fyllda med brandämne. Detta för att skapa brisad vid träff och sprida ut brandämnet. Många brandgranater menade mot flygplan och helikoptrar har en pansarbrytande kärna för att kunna slå igenom skyddade bränsletankar och sätta eld på bränslet.